# Anthony Ashley-Cooper (5e comte de Shaftesbury)
Pour les articles homonymes, voir Anthony Ashley-Cooper, Ashley et Cooper.
Anthony Ashley-Cooper (17 septembre 1761 - 14 mai 1811) est un pair britannique, titré 5e comte de Shaftesbury.

## Biographie
Il est le fils de Anthony Ashley-Cooper (4e comte de Shaftesbury) et de Mary Pleydell-Bouverie. Il fait ses études à Winchester et sert comme lieutenant adjoint de Dorset. Il est élu membre de la Royal Society en 1785.
Lord Shaftesbury épouse le 17 juillet 1786 Barbara Webb, fille de John Webb, cinquième baronnet et Mary Salvain, d’Odstock House, Wiltshire. Ils n'ont qu'une fille, Barbara Ashley-Cooper (19 octobre 1788 - 5 juin 1844),, qui s'est marié avec William Ponsonby (1er baron de Mauley).
Il meurt le 14 mai 1811 à l'âge de 49 ans et est enterré à la paroisse St Giles à Wimborne St Giles dans le Dorset. À sa mort, n'ayant pas d'héritier masculin, le titre passe à son frère cadet, Cropley Ashley-Cooper,.